# John Schlitt
John Schlitt (født 3. februar 1950 i Lincoln, Illinois) er kristen sanger. 
Før han blev kristen sang han i gruppen Head East i indtil han trak sig på grund af stoffer i 1979. Overtog mikrofonen i Petra (band), da Greg X Volz valgte at trække sig. Har sideløbende med Petra udgivet en række soloalbums i eget navn.

## Links
- John Schlitt's officielle hjemmeside
- Officiel hjemmeside for Petra